# Myiobius
Myiobius és un gènere d'ocells de la família dels titírids (Tityridae).

## Taxonomia
Segons la Classificació del Congrés Ornitològic Internacional (versió 12.2, 2022) aquest gènere està format per 4 espècies:
- Myiobius villosus - mosquer ventrelleonat.
- Myiobius sulphureipygius - mosquer de carpó groc.
- Myiobius barbatus - mosquer barbat.
- Myiobius atricaudus - mosquer cuanegre.